# Варгаши (село)
Варгаши — село в Варгашинском районе Курганской области. Входит в состав Варгашинского поссовета.

## История
До 1917 года входило в состав Сычëвской волости Курганского уезда Тобольской губернии. По данным на 1926 год состояло из 259 хозяйств. В административном отношении являлась центром Варгашинского сельсовета Варгашинского района Курганского округа Уральской области.

## Население
| 1912 | 1926  | 1989 | 2002 | 2010 |
| ---- | ----- | ---- | ---- | ---- |
| 920  | ↗1097 | ↘661 | ↘578 | ↘515 |

По данным переписи 1926 года в селе проживало 1097 человек (491 мужчина и 606 женщин), в том числе: русские составляли 99 % населения.